# Nizozemske provincije
Nizozemske provincije (nizozemski: Provincies van Nederland) administrativne su političke jedinice lokalne samouprave prve razine u Nizozemskoj.
Nizozemska je podijeljena na ukupno 12 provincija, njihov administrativni sustav ima istu strukturu kao što ga imaju općine. Stanovništvo izravno bira članove skupštine (Provinciale Staten), koji pak biraju članove provincijske vlade (Gedeputeerde Staten) osim predsjednika odnosno kraljevog komesara (Commissaris van de Koning). Njega imenuje savezna vlada, a odobrava monarh. 
Glavne funkcije provincija jesu kontrola rada općina unutar svojih granica i briga o vodama u okviru svojih provincija (Waterschappen). Svake četvrte godine članovi provincijskih skupština  biraju poslanike za nizozemski Senat (Eerste Kamer) koji je prvi dom saveznog Parlamenta (Staten - Generaal). Zastupnike Drugog doma (Tweede Kamer) izravno biraju svi građani Nizozemske na općim parlamentarnim izborima. Osim što se bavi kontrolom vladine politike, Senat može samo odobriti ili odbiti zakone, ali ne može predlagati ili mijenjati zakone. Ukupno je 2018. u pokrajinskim upravama zaposleno oko 10 000 ljudi.
Najmnogoljudnija pokrajina je Južna Nizozemska, s nešto više od 3,8 milijuna stanovnika (siječanj 2023.), ali također i najgušće naseljena pokrajina s 1410 stanovnika/km². Zeeland je pokrajina s najmanje stanovnika 391 124), a Drenthe je pokrajina s najmanjom gustoćom naseljenosti (191 stanovnik/km). Po površini Frizija je najveća pokrajina s ukupnom površinom od 5753 km², ali ako se isključe površine prekrivene vodom, Gelderland je najveća pokrajina po kopnenoj površini s 4960 km². Pokrajina Utrecht je najmanja s ukupnom površinom od 1560 km², a Flevoland najmanja pokrajina po površini ako se isključe područja prekrivena vodom (1410 km²). 

## Popis nizozemskih provincija
Podaci prema popisu stanovništva iz 2023.:
| Provincija         | Glavni grad      | Najveći grad | Površina u km² (kopno) | Stanovnika | Stanovnika na /km² |
| ------------------ | ---------------- | ------------ | ---------------------- | ---------- | ------------------ |
| Drenthe            | Assen            | Assen        | 2 641                  | 502 051    | 191                |
| Flevoland          | Lelystad         | Almere       | 1 417                  | 444 701    | 315                |
| Friesland          | Leeuwarden       | Leeuwarden   | 3 341                  | 659 551    | 197                |
| Gelderland         | Arnhem           | Nijmegen     | 4 971                  | 2 133 708  | 1100               |
| Groningen          | Groningen        | Groningen    | 2 333                  | 596 075    | 670                |
| Južna Holandija    | Haag             | Rotterdam    | 2 814                  | 3 804 906  | 1410               |
| Limburg            | Maastricht       | Maastricht   | 2 150                  | 1 128 367  | 526                |
| Overijssel         | Zwolle           | Enschede     | 3 325                  | 1 184 906  | 920                |
| Sjeverni Brabant   | 's-Hertogenbosch | Eindhoven    | 4 916                  | 2 626 210  | 536                |
| Sjeverna Holandija | Haarlem          | Amsterdam    | 2 671                  | 2 952 622  | 536                |
| Utrecht            | Utrecht          | Utrecht      | 1385                   | 1 387 643  | 935                |
| Zeeland            | Middelburg       | Middelburg   | 1 787                  | 391 124    | 570                |

## Vanjske poveznice
- Interprovinciaal Overleg (nizoz.)